# Iidabashi
Iidabashi (飯田橋, iidabashi) est un quartier de Chiyoda, à Tōkyō. Il faisait partie de l'ancien quartier de Kōjimachi, lequel s'unifia en 1947 avec l'ancien quartier de Kanda pour devenir l'arrondissement de Chiyoda. Son code postal est 102-0072.

## Étymologie
Iidabashi fut nommé ainsi d'après le pont Iida (飯田橋, iidabashi), lui-même nommé ainsi d'après le nom d'un fermier de la période Edo, Iida Kihee (飯田喜兵衛, Iida Kihee).

## Lieux remarquables
- Gare d'Iidabashi
- Pont Iida
- Rivière Kanda

## Économie

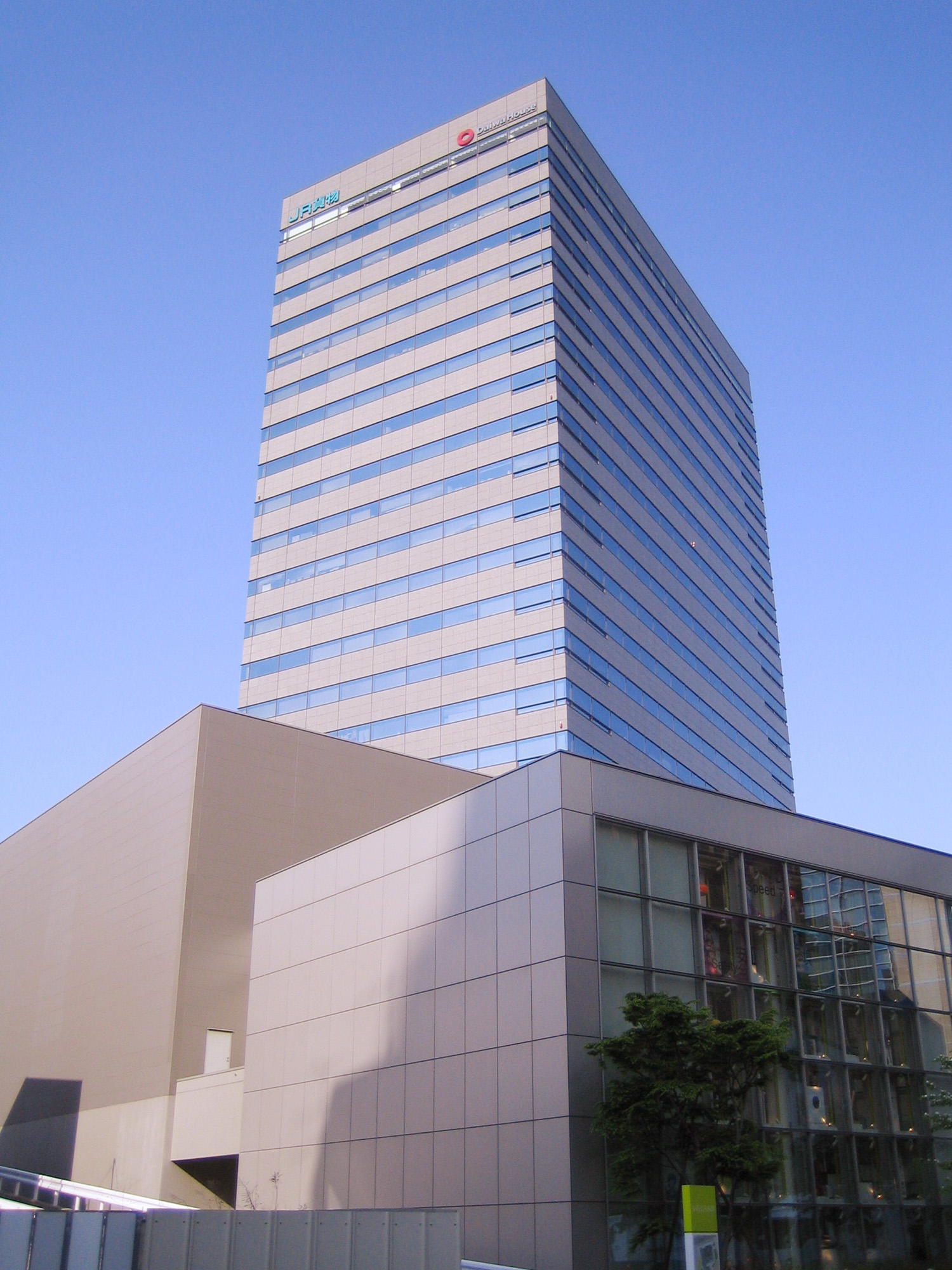
Siège de la Japan Freight Railway Company

La Japan Freight Railway Company possède son siège dans le quartier d'Iidabashi. L'opérateur télécom KDDI a également son siège à Iidabashi.

## Transports

### Trains
- JR East - Gare d'Iidabashi (ligne Chūō-Sōbu)
- Tokyo Metro - Gare d'Iidabashi (ligne Tōzai, ligne Yūrakuchō, ligne Namboku
- Toei - Gare d'Iidabashi (ligne Ōedo)

### Bus
- Toei Bus (Ligne 64 - Iidabashi/Iidabashi 1-chōme)

### Réseau routier
- Route préfectorale n°8 de Chiyoda
- Ligne Ikebukuro n°5 de la Voie Express Shuto